# 反共義士

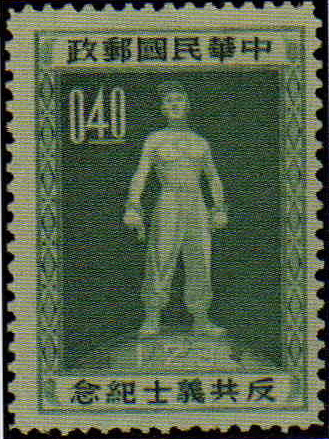
中華郵政が1955年に発行した「反共義士」切手

反共義士（はんきょうぎし）とは、台湾に逃れた中華民国国民政府が中国大陸の中華人民共和国から亡命してきた軍人ないし民間人に対し呼称した称号である。

## 歴史的背景
朝鮮戦争に参戦した中国人民志願軍将兵でアメリカ軍を主力とする国連軍に捕虜になったもののうち、中国への送還を拒否した軍人がいた。これらの軍人達の第一陣が1954年1月23日に韓国の仁川から台湾の基隆にむけてアメリカの艦船で送り届けられ1月29日に到着した。最終的には約14,000人が台湾に到着したが、彼らのことを中国共産党政権から逃れてきた「反共義士」と呼ぶようになった。
その後台湾の中華民国政府は大陸から軍用機を操縦して亡命してきた軍人らに対する報奨金や援護法を制定し、彼らを保護した。彼らを援助するために中国大陸災胞救済総会（現在は中華救助総会）が設立された。
1991年、台湾全土に出されていた動員戡乱時期臨時条款が撤廃され、中国共産党政権を「叛乱勢力」と事実上見なさなくなった政治状況の変化にともない、「反共義士」は歴史的な呼称となった。現在ではハイジャック犯が台湾に来ても一般の刑事犯として訴追するようになった。

## 具体例
戦争捕虜
朝鮮戦争に参戦していた中国人民志願兵のうち中華人民共和国への帰還を拒否した将校。
大陸難民
1966年にはじまった文化大革命によって香港経由で台湾に逃れてきた難民。彼らは中国大陸災胞救済総会が援助した。
軍用機のパイロット
中国人民解放軍空軍のパイロットが台湾もしくは当時国交のあった韓国に飛来した者。1960年から1986年までに13機16人が該当。彼らの多くが生きて台湾に到着した場合には多額の報奨金を受け取ることができた。
- 1960年1月12日 - 浙江省台州市を離陸したMiG-15が台湾に向かったが地理に迷い宜蘭県に墜落しパイロットは死亡。
- 1961年9月15日 - 2人の民間人が農薬散布用のAn-2複葉機で山東省膠州市を出発し韓国の済州島に到着。10月7日に台湾へ到着。
- 1962年3月3日 - 浙江省を離陸したMiG-15が桃園県に着陸。
- 1965年11月11日 - Il-28のパイロットが台湾に亡命飛行し、乗員1名は追撃機による攻撃で死亡したが、乗員2名は台湾に到着した。
- 1977年7月7日 -  福建省晋江市を離陸したMiG-19が台南市に到着。
- 1982年10月16日 - 山東省を離陸したJ-6 （MiG-19の中国生産型）が韓国のソウルに着陸。
- 1983年8月7日 - 大連市を離陸したMiG-21が韓国のソウルに到着。途中で重量軽減のために仁川沖で搭載していた弾薬を遺棄したため、軍事的侵攻と誤認し「空襲警報」が発令され、防空壕に避難していた市民から負傷者が出た。
- 1983年11月14日 - 浙江省岱山県を離陸したJ-5 （MiG-17の中国生産型）が中正国際空港に着陸。
- 1985年8月25日 - H-5爆撃機（Il-28の中国生産型）が山東省を出発。しかし韓国の裡里市郊外で燃料枯渇のため水田に墜落。墜落で乗員1人と巻き込まれた韓国人農民1人が死亡した。生存していた乗員のうち1人は中国に帰国したがもう一人は台湾に向かった。
- 1986年2月21日 - 遼寧省瀋陽市を出発したJ-6が韓国の水原基地に着陸。1986年4月30日に台湾に到着。
- 1986年10月24日 - 山東省煙台市を出発したJ-5が韓国の清州市に着陸。1986年12月19日に台湾に到着。
- 1987年11月19日 - 福建省龍溪を出発したJ-5が台中市にある清泉崗空港に着陸。
- 1989年9月16日 - 福建省龍溪を出発したJ-5が金門島に着陸。

ハイジャック犯
- 1983年5月5日、瀋陽にある東塔空港（中国語版）から上海市の上海虹橋国際空港に向かう中国民航がハイジャックされ韓国の江原道春川市にある在韓米軍基地に緊急着陸した。ハイジャック犯6人は韓国で懲役刑を言い渡されたが1984年8月13日に台湾への亡命を認めた。台湾では「六義士」と呼ばれたが、そのうち2人は営利目的の誘拐殺人事件を起こしたために2001年に死刑執行された（中国民航機韓国着陸事件）。